# یواس‌اس حاوی (دی‌دی-۲۰۸)
یواس‌اس حاوی (دی‌دی-۲۰۸) (به انگلیسی: USS Hovey (DD-208)) یک زیردریایی بود که طول آن ۹۵٫۸ متر (۳۱۴ فوت) بود. این زیردریایی در سال ۱۹۱۹ ساخته شد.